# Amegilla urens
Amegilla urens es una especie de abeja excavadora perteneciente al género Amegilla, categorizada en la tribu Anthophorini, de la subfamilia Apinae.
Fue descrita científicamente por el naturalista inglés Theodore Dru Alison Cockerell en 1911. Aparece registrada y publicada en una sección de Some Bees From Formosa.-I. The Entomologist, Vol. 44, No. 582 de 1911.

## Distribución
La especie se distribuye por el Caribe, Turquía, China y Japón.